# Saint-Pierre-de-l'Isle
Saint-Pierre-de-l'Isle is een gemeente in het Franse departement Charente-Maritime (regio Nouvelle-Aquitaine) en telt 240 inwoners (2004). De plaats maakt deel uit van het arrondissement Saint-Jean-d'Angély.

## Geografie
De oppervlakte van Saint-Pierre-de-l'Île bedraagt 6,4 km², de bevolkingsdichtheid is 37,5 inwoners per km².
De onderstaande kaart toont de ligging van Saint-Pierre-de-l'Isle met de belangrijkste infrastructuur en aangrenzende gemeenten.

## Demografie
Onderstaande figuur toont het verloop van het inwonertal (bron: INSEE-tellingen).